# Pseudolycoriella breviseta
Pseudolycoriella breviseta är en tvåvingeart som beskrevs av Werner Mohrig 1999. Pseudolycoriella breviseta ingår i släktet Pseudolycoriella och familjen sorgmyggor. Inga underarter finns listade i Catalogue of Life.